# 粕汁

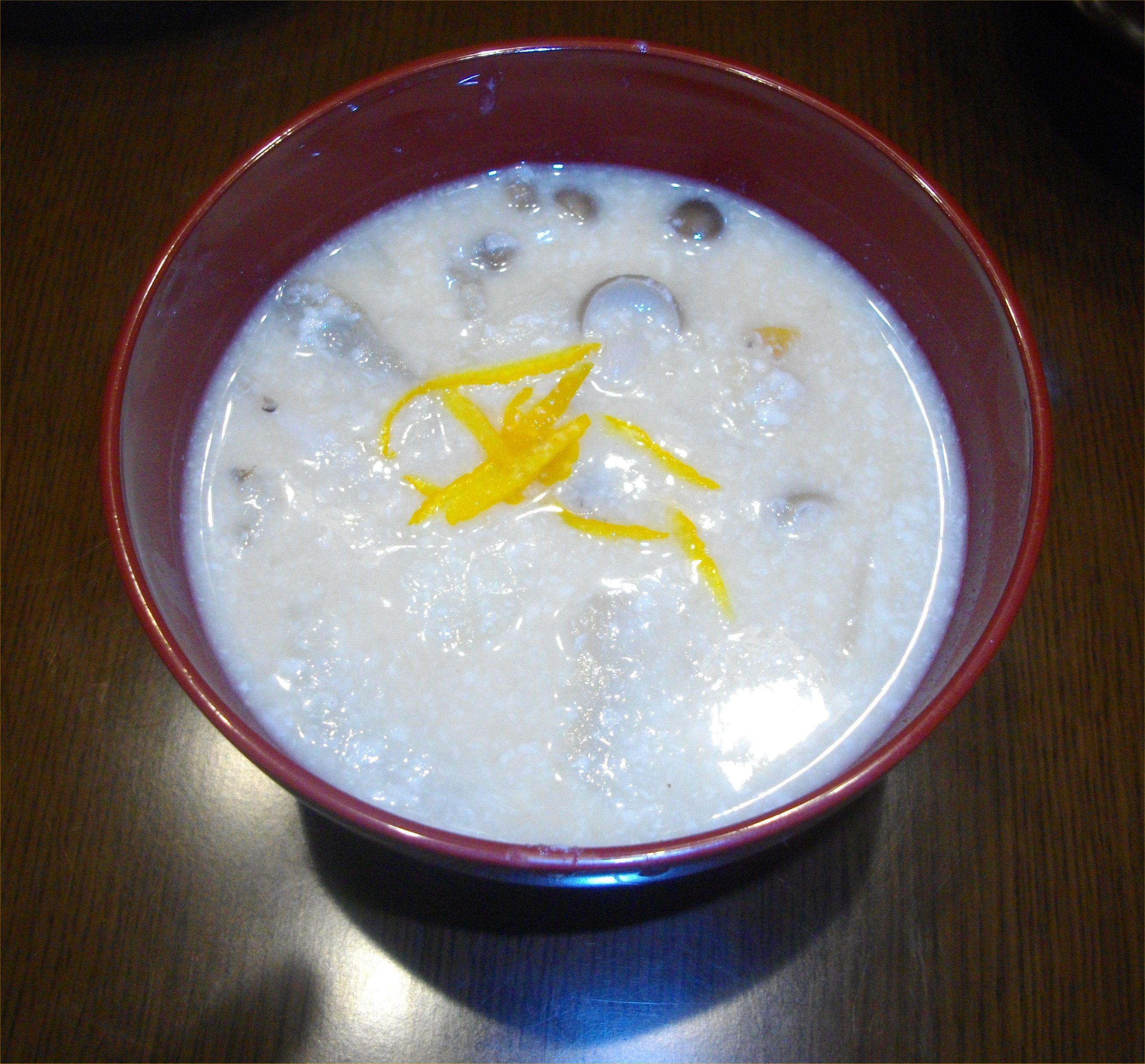
粕汁

粕汁（かすじる）とは、酒粕を加えて煮込んだ日本の汁物料理。
起源詳細は不明であるが近畿地方を中心に食される。京阪神地域では、酒粕が流通する冬期には大衆食堂などでも提供される庶民的な季節料理である。
出汁に酒粕を溶かし味噌や醤油などで味を整える。具材には鮭やブリなどのあら、豚肉、にんじん、大根、ゴボウなどの根菜類、こんにゃく、油揚げ、椎茸、ネギなどがよく使われる。
酒粕には、ビタミン類、炭水化物、アミノ酸等が豊富に含まれていて、体を温める効果があるため、冬の行事や炊き出しなどで振舞われることも多い。奈良の古寺では、節分会にあたり関係者に振る舞われる。